# U字管マノメーター
U字管マノメーター（ゆうじかんまのめーたー、英語：manometer）は、水銀による液中差を利用した真空の圧力を測るための真空計の一種である。
内部に水銀または蒸気圧の低い油を入れたU字型のガラス管である。U字の片方は測定対象の空間に接続され、もう一方は大気圧もしくは一定の圧力（真空）に保持される。
測定範囲は大気圧から10Pa程度である。